# Sussanino (Kostroma)
Sussanino (russisch Суса́нино) ist eine Siedlung städtischen Typs in der Oblast Kostroma in Russland mit 3406 Einwohnern (Stand 14. Oktober 2010).

## Geographie

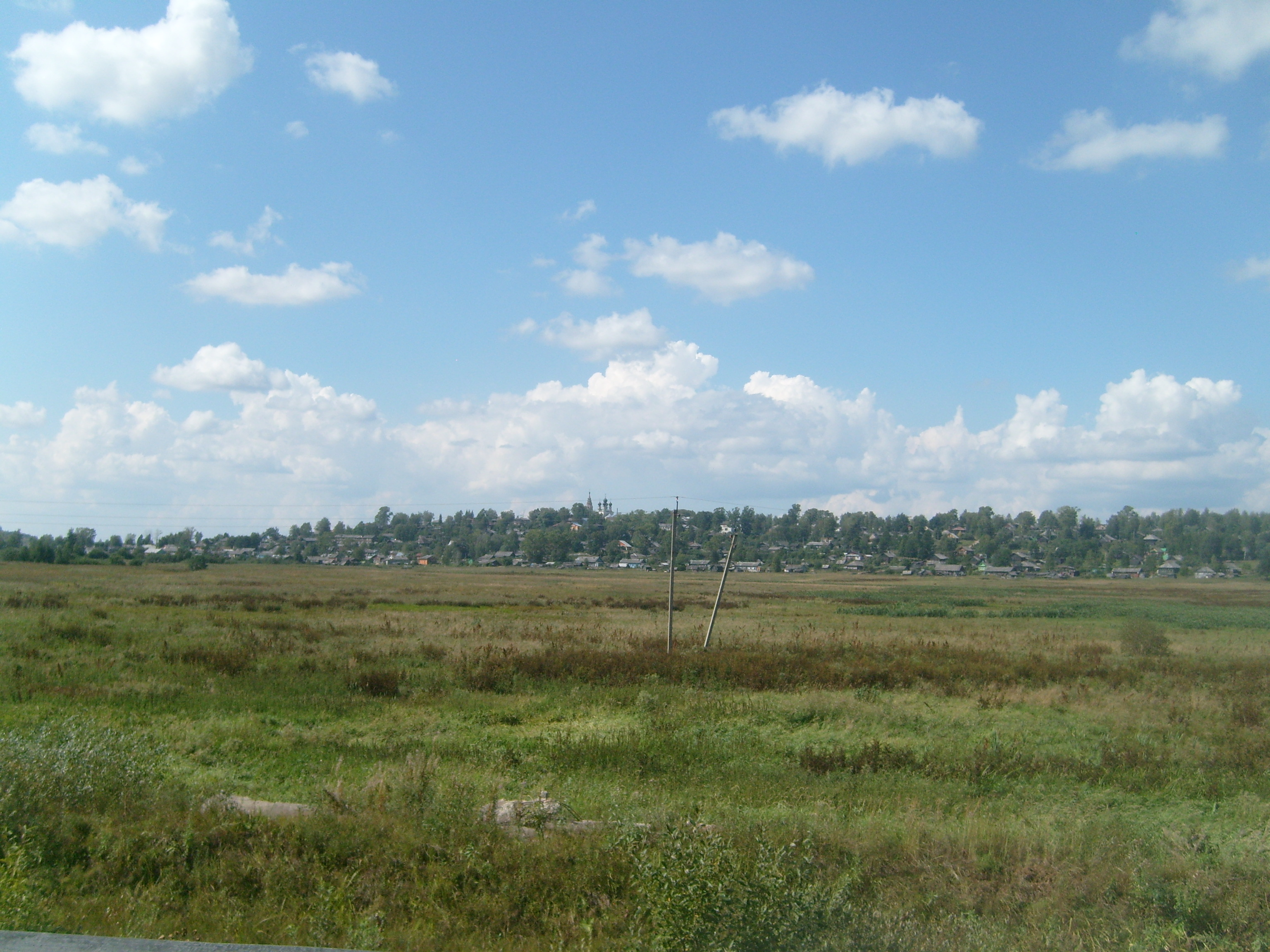
Panorama der Siedlung
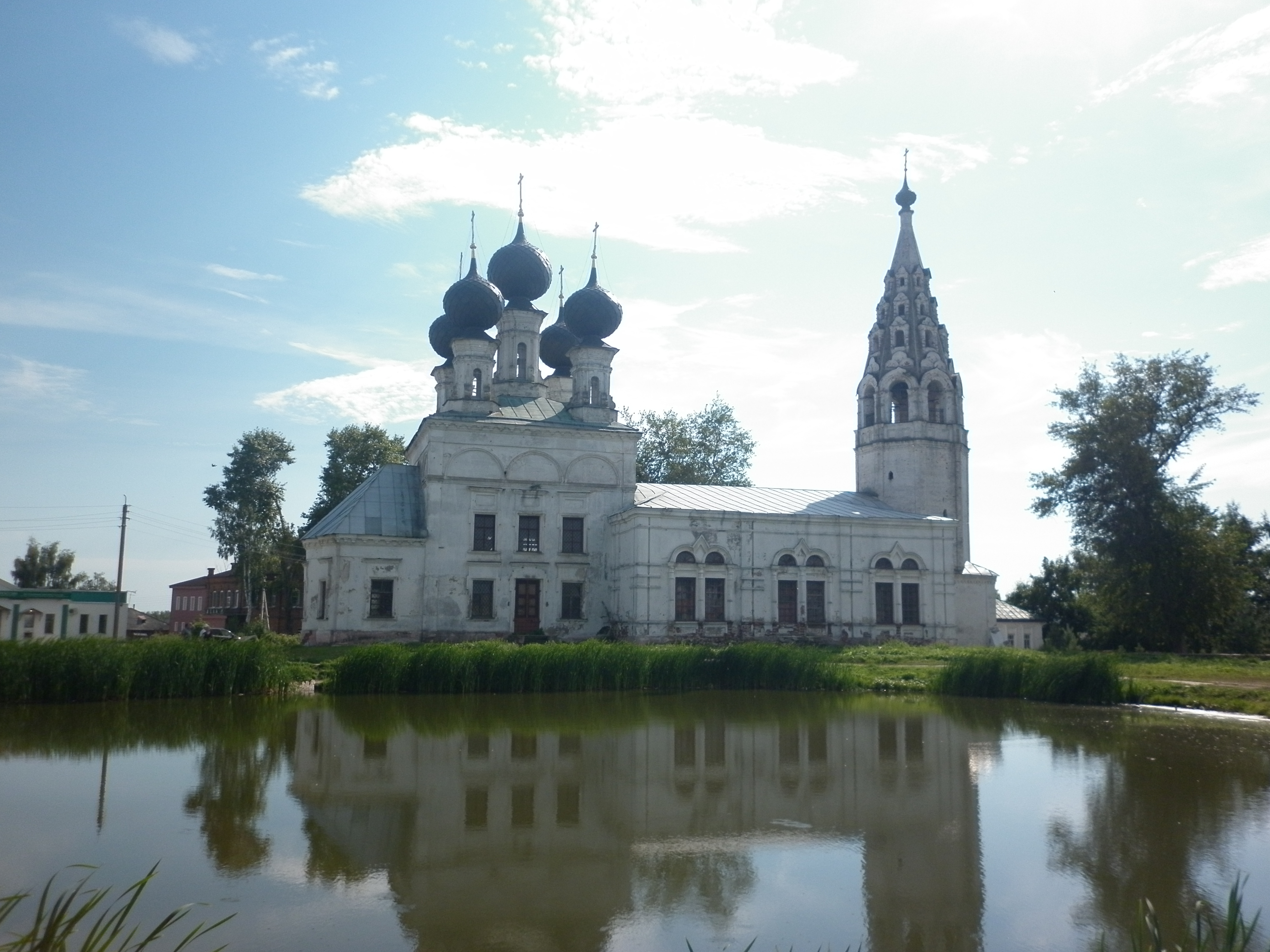
Auferstehungskirche in Sussanino
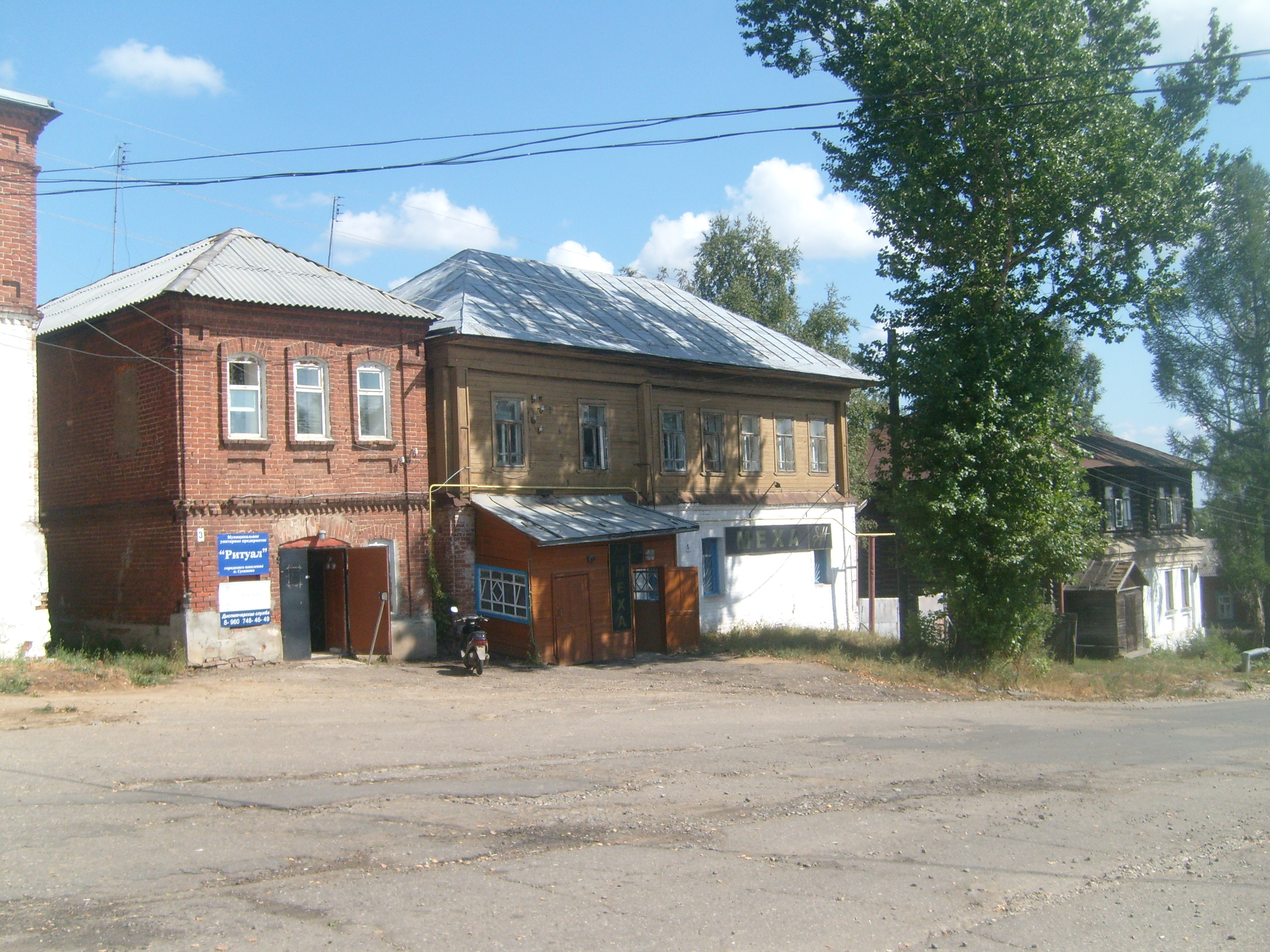
Alte Handelsgebäude in Sussanino
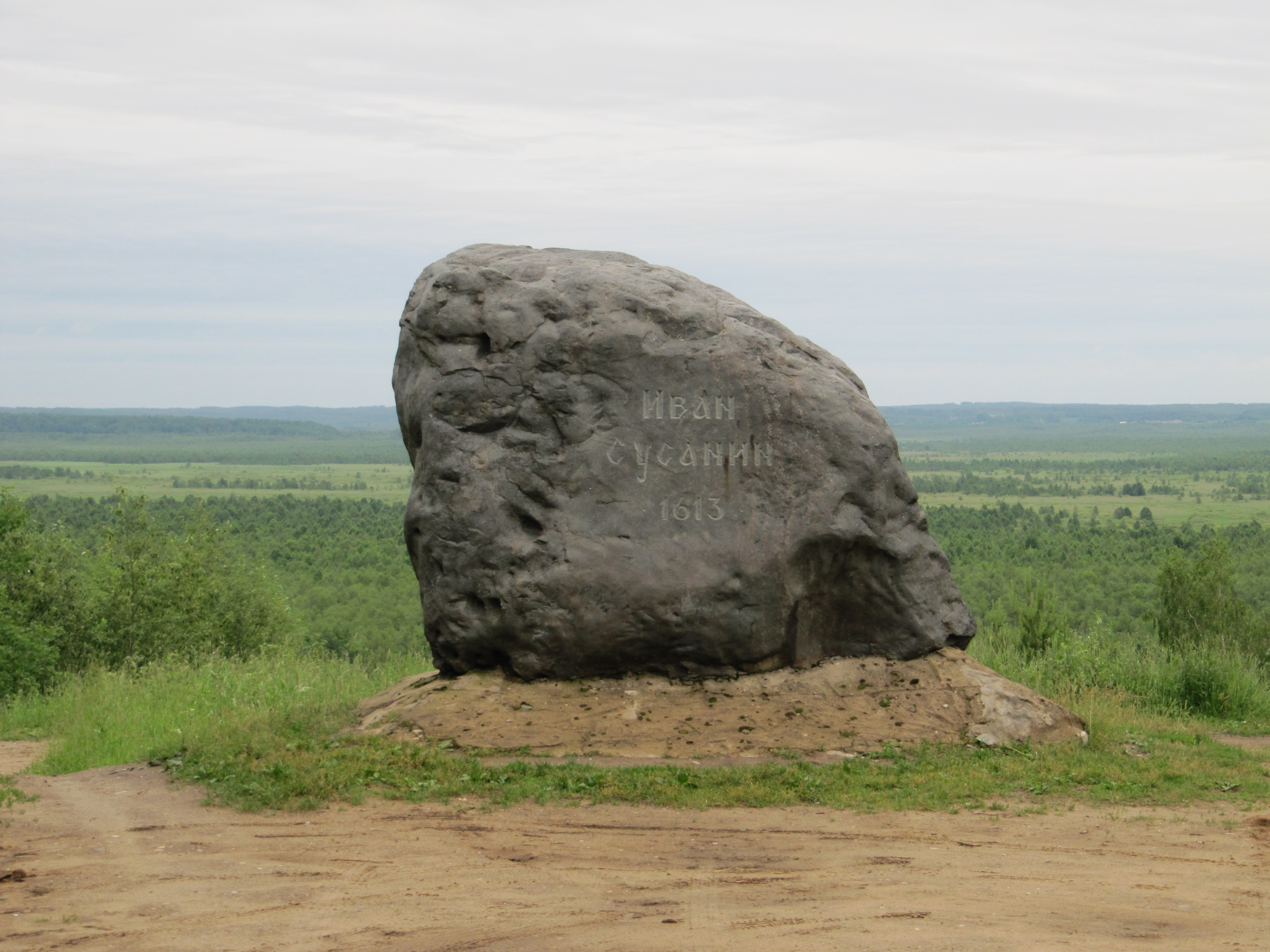
Iwan-Sussanin-Gedenkstein bei Sussanino

Der Ort liegt knapp 60 km Luftlinie nordöstlich des Oblastverwaltungszentrums Kostroma am linken Ufer der Schatscha, eines linken Nebenflusses der Kostroma.
Sussanino ist Verwaltungszentrum des Rajons Sussaninski sowie Sitz der Stadtgemeinde (gorodskoje posselenije) Possjolok Sussanino, zu der außerdem das nordöstlich anschließende Dorf Gawrilowskoje gehört.

## Geschichte
Der Ort wurde erstmals im 16. Jahrhundert unter dem Namen Molwitino urkundlich erwähnt.
Am 8. Oktober 1928 wurde Molwitino Verwaltungssitz des neu geschaffenen, nach ihm Molwitinski benannten Rajons. Im November 1939 erfolgte die Umbenennung des Ortes in Sussanino und des Rajons in Sussaninski zu Ehren des in der Nähe geborenen und im Polnisch-Russischen Krieg 1609–1618 zum Volkshelden gewordenen Bauern Iwan Sussanin († 1613), der unter anderem auch in Glinkas Oper Ein Leben für den Zaren verewigt ist.
Am 29. Juli 1970 erhielt der Ort den Status einer Siedlung städtischen Typs.

### Bevölkerungsentwicklung
| Jahr | Einwohner |
| ---- | --------- |
| 1897 | 1433      |
| 1939 | 2889      |
| 1959 | 2696      |
| 1970 | 4562      |
| 1979 | 4936      |
| 1989 | 5289      |
| 2002 | 4065      |
| 2010 | 3406      |

Anmerkung: Volkszählungsdaten

## Verkehr
Durch Sussanino verläuft die Regionalstraße Kostroma – Bui (ehemals R99). Im knapp 40 km nördlich gelegenen Bui befindet sich an der Hauptstrecke der Transsibirischen Eisenbahn auch die nächstgelegene Bahnstation.

## Söhne und Töchter des Orts
- Ossip Komissarow (1838–1892), Lebensretter Kaiser Alexanders II.